# 해럴드 로이드
해럴드 클레이튼 로이드 시니어(영어: Harold Clayton Lloyd, Sr., 1893년 4월 20일 ~ 1971년 3월 8일)는 미국의 배우, 코미디언, 영화 감독, 영화 제작자, 각본가, 스턴트맨이다. 무성 코미디 영화로 잘 알려져 있다.
해럴드 로이드는 찰리 채플린, 버스터 키튼과 동시대를 살면서 무성영화 시대의 가장 영향력 있는 코미디언으로 두 사람과 어깨를 나란히 하며 이름을 떨쳤다. 로이드는 1914년에서 1947년 사이에 거의 200편에 달하는 코미디 영화를 제작했다. 로이드는 1920년대 미국이라는 시공간과 완벽하게 조화된, 꾀 많고 성공을 노리는 야심적 현대인인 "안경잡이" 캐릭터로 큰 성공을 거두었다.
로이드의 영화 각각은 평균적으로 채플린만큼 상업적 성공을 거두지는 못했지만, 로이드는 채플린의 세 배에 달하는 다작을 했고, 총 수익은 채플린의 1천만 불을 뛰어넘는 1천 5백만 불을 벌어들였다. 말년에 매카시즘 때문에 몰락한 채플린이나 경제적으로 불우해진 키튼과 달리 부유하게 살다 1971년 전립선암으로 사망했다.

## 같이 보기
- 프리메이슨 목록